# 旺斯拉·达巴亚
旺斯拉·达巴亚（法語：Vencelas Dabaya，1981年4月28日—），法国男子举重运动员。曾参加2004年、2008年和2012年三届奥运，其中2004年雅典奥运代表喀麦隆参赛，2008年北京奥运和2012年伦敦奥运代表法国参赛。